# Epidemia ospy prawdziwej we Wrocławiu
Epidemia ospy prawdziwej we Wrocławiu – ostatnia w Polsce i jedna z ostatnich w Europie epidemia ospy prawdziwej, która wybuchła latem 1963 roku we Wrocławiu. Chorobę przywlókł do Polski w maju 1963 wracający z Indii (według innych źródeł z Birmy i Wietnamu) Bonifacy Jedynak, oficer Służby Bezpieczeństwa. Pierwszą śmiertelną ofiarą była pielęgniarka, córka salowej, która miała styczność z zakażonym. Stan epidemii ogłoszono 17 lipca, odwołano go 19 września. Zachorowało 99 osób (najwięcej było pracowników służby zdrowia), z których siedem zmarło, w tym cztery to lekarze i pielęgniarki. Najmłodszy pacjent miał 5 miesięcy, najstarszy zaś 83 lata. Miasto zostało na kilka tygodni sparaliżowane i odcięte od reszty kraju kordonem sanitarnym. Ospa wydostała się poza Wrocław, leczono ją w pięciu województwach. Wprowadzono zakrojony na szeroką skalę program profilaktyczny, umieszczając osoby podejrzane o kontakt z chorymi w izolatoriach. Zlokalizowano je między innymi przy ulicach Stabłowickiej (Pracze Odrzańskie) oraz Kiełczowskiej (Psie Pole). W miejscowości Szczodre zorganizowano szpital dla chorych na ospę.
Światowa Organizacja Zdrowia przewidywała, że epidemia potrwa dwa lata i w jej wyniku zachoruje do 2 tysięcy osób, a umrze 200. Przeciw ospie zaszczepiono wówczas 98% mieszkańców miasta. Epidemia wygasła po 25 dniach od jej wykrycia.

## Przebieg naturalny ospy prawdziwej
Ospa prawdziwa to jedna z najgroźniejszych chorób zakaźnych, jakie kiedykolwiek wystąpiły na świecie. Jej śmiertelność sięga od 1 (przy łagodnym przebiegu) do niemal 100% (w rzadkich przypadkach ospy krwotocznej), dodatkowo mogą ją podwyższać niezbyt częste powikłania. Przenosi się ona drogą kropelkową oraz przez kontakt z chorym lub jego przedmiotami osobistymi. Z powodu pewnych cech (człowiek jako jedyny chorujący organizm, stosunkowo krótki czas trwania choroby, niecharakterystyczny przebieg, brak nosicieli) wirus jest przystosowany głównie do zarażania ludzi żyjących w skupiskach. Ozdrowieńcy po ospie prawdziwej są odporni na ponowne zarażenie przez długi czas, co ogranicza możliwość jej ponownego pojawienia się w miejscach, gdzie uprzednio wystąpiła, natomiast skutki pojawienia się wirusa w społecznościach, które nigdy nie miały z nim kontaktu mogą być katastrofalne.

### Inne epidemie w Europie po II wojnie światowej
W latach 1950–1971 choroba wystąpiła także w Czechosłowacji, Belgii, Francji, NRD, RFN (w Niemczech po zakończeniu wojny odnotowano 12 epidemii), Francji, Hiszpanii, Wielkiej Brytanii, Włoszech, ZSRR, Holandii, Szwajcarii i Szwecji. Ostatnią epidemią w Europie była epidemia w Jugosławii w roku 1972, w której odnotowano 175 zachorowań, z czego 35 (20%) było śmiertelnych.
Ospa prawdziwa została uznana za eradykowaną w roku 1980.
W tym samym roku, w którym ospa wystąpiła we Wrocławiu, ogłoszono, że Polska jest wolna od malarii (do dzisiaj choroba ta pojawia się wyłącznie z powodu jej przywleczenia przez podróżnych).

## Sytuacja epidemiologiczna i prawna w Polsce

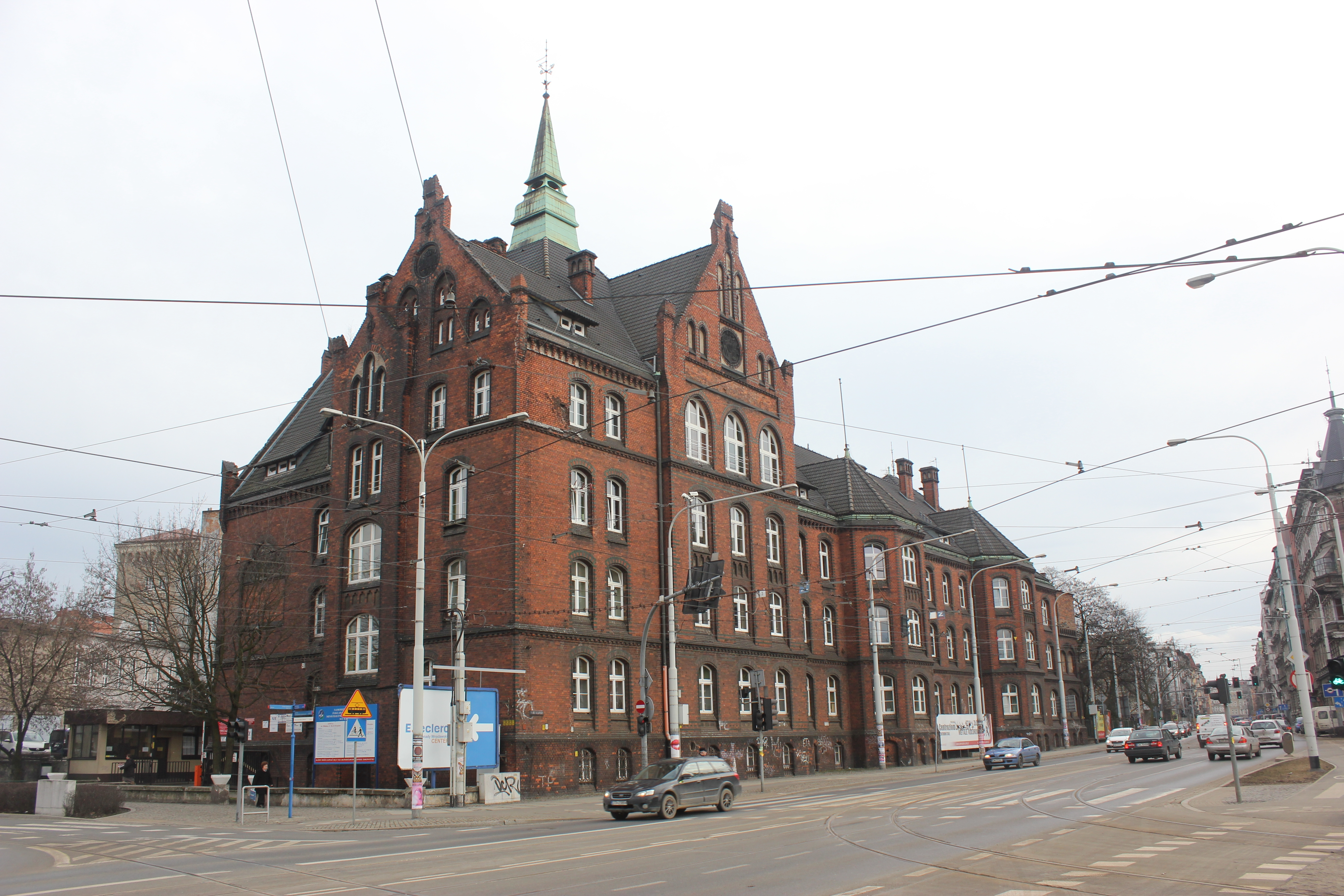
Szpital przy ulicy Ołbińskiej, w którym leczono „pacjenta zero” – Bonifacego Jedynaka

W latach 1945–1962 w Europie zanotowano 69 pojawień się ospy, przy czym dziesięciolecie bezpośrednio po wojnie było o wiele obfitsze w zachorowania. Tylko w sześciu przypadkach wystąpiło więcej niż sto zachorowań. W Polsce w tym okresie ospa pojawiła się dwa razy: w 1953 (13 zachorowań) i w 1962 w Gdańsku, kiedy to zachorowało 29 osób. Mimo to brakowało kompleksowych procedur postępowania na wypadek epidemii, pod względem prawnym obowiązywała ustawa o zapobieganiu i zwalczaniu chorób zakaźnych z 21 lutego 1935, a po wypadkach gdańskich wprowadzono obowiązek regularnych szczepień w okresie trzyletnim dla pracowników służby zdrowia. Brakowało natomiast odpowiednich szkoleń; w momencie ogłoszenia zagrożenia wiedzę o ospie z własnego doświadczenia miało jedynie trzech wrocławskich lekarzy; nie wykorzystano ich doświadczenia.

## Pacjent zero

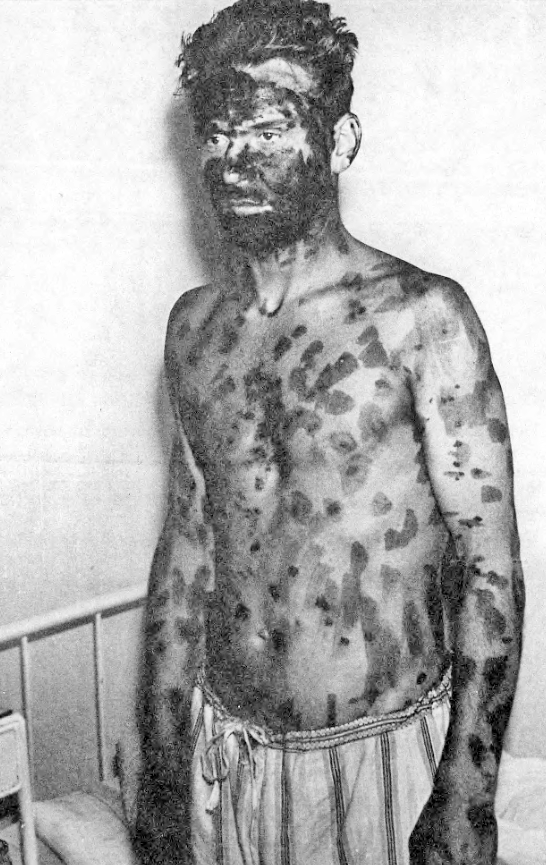
Chory z wysypką ospową pokrytą środkiem do dezynfekcji ran (Wrocław, 1963)

Choroba przywleczona została przez Polaka wracającego z Indii. Był nim oficer SB, Bonifacy Jedynak, wówczas podpułkownik (następnie generał, dyrektor generalny w Szefostwie Służby Kadr i Doskonalenia Zawodowego Ministerstwa Spraw Wewnętrznych). Po powrocie do Wrocławia 22 maja z kontroli placówek w Indiach, do których poleciał pod fałszywym nazwiskiem i wystawioną na nieprawdziwe dane osobowe książeczką zdrowia, zachorował na nieznaną chorobę zakaźną; 2 czerwca (według niektórych źródeł 29 maja) zgłosił się do szpitala MSW przy ul. Ołbińskiej, gdzie po konsultacjach z Zakładem Medycyny Tropikalnej w Gdańsku zdiagnozowano u niego malarię (pasożyty tej choroby znaleziono we krwi); po krótkotrwałym pobycie w szpitalu wyzdrowiał i w połowie czerwca został wypisany do domu. W rzeczywistości oprócz malarii zainfekowany był również wirusem ospy prawdziwej, którym zdążył zarazić w czasie pobytu w separatce w szpitalu tylko jedną osobę – salową – która stała się wtórnym źródłem epidemii.

## Pierwsze ofiary śmiertelne
Pierwszą śmiertelną ofiarą epidemii we Wrocławiu była zmarła 8 lipca Lonia Kowalczyk, pielęgniarka, córka salowej, sprzątającej izolatkę chorego z Indii. Salowa zachorowała na postać poronną ospy prawdziwej (pierwotnie zdiagnozowanej jako ospa wietrzna) i wyzdrowiała, a u jej córki rozpoznano pierwotnie białaczkę o niespotykanie gwałtownym przebiegu, a diagnozę oparto na nagłym, znacznym zwiększeniu się liczby leukocytów (odczyn białaczkowy). Zmarłą pochowano po kilku dniach, mimo że ówczesne przepisy nakazywały pochowanie w ciągu 24 godzin. Następnym chorym był syn salowej, kolejnym lekarz (dr Stefan Zawada), u którego salowa szukała porady, jednak ospy prawdziwej wciąż nie rozpoznano (wysypkę na ciele chorych przypisywano ospie wietrznej), wskutek czego obaj pacjenci także zmarli.

## Diagnoza
Dopiero półtora miesiąca po pierwszych zachorowaniach, 15 lipca 1963 (dzień ten zwano później „czarnym poniedziałkiem”), w mieście ogłoszono stan pogotowia przeciwepidemicznego; od pierwszego zachorowania do momentu ogłoszenia epidemii minęło aż 47 dni. Spostrzeżenie, że w mieście rozprzestrzenia się epidemia Variola vera przypisuje się doktorowi Bogumiłowi Arendzikowskiemu z Miejskiej Stacji Sanitarno-Epidemiologicznej, analizującemu pod względem epidemiologicznym wszystkie dotychczasowe trudne do wyjaśnienia przypadki. Wśród nich był czteroletni chłopiec, świeżo wyleczony z ospy wietrznej, u którego ponownie pojawiła się na skórze ospowa wysypka. Tymczasem zachorowanie na tę chorobę (potocznie zwaną „wiatrówką”) uodpornia na nią do końca życia i ponowne zachorowania zdarzają się bardzo rzadko. Uznaje się, że właśnie to zachorowanie okazało się przełomem w rozpoznaniu epidemii, a stało się to 15 lipca 1963. Arendzikowski natychmiast skontaktował się ze swym szefem, kierownikiem Sanepidu, doktorem Jerzym Rodziewiczem, który o diagnozie bezzwłocznie zawiadomił władze w Warszawie. Tego samego dnia do Wrocławia dotarło pierwszych 10 tysięcy szczepionek.

## Przebieg epidemii

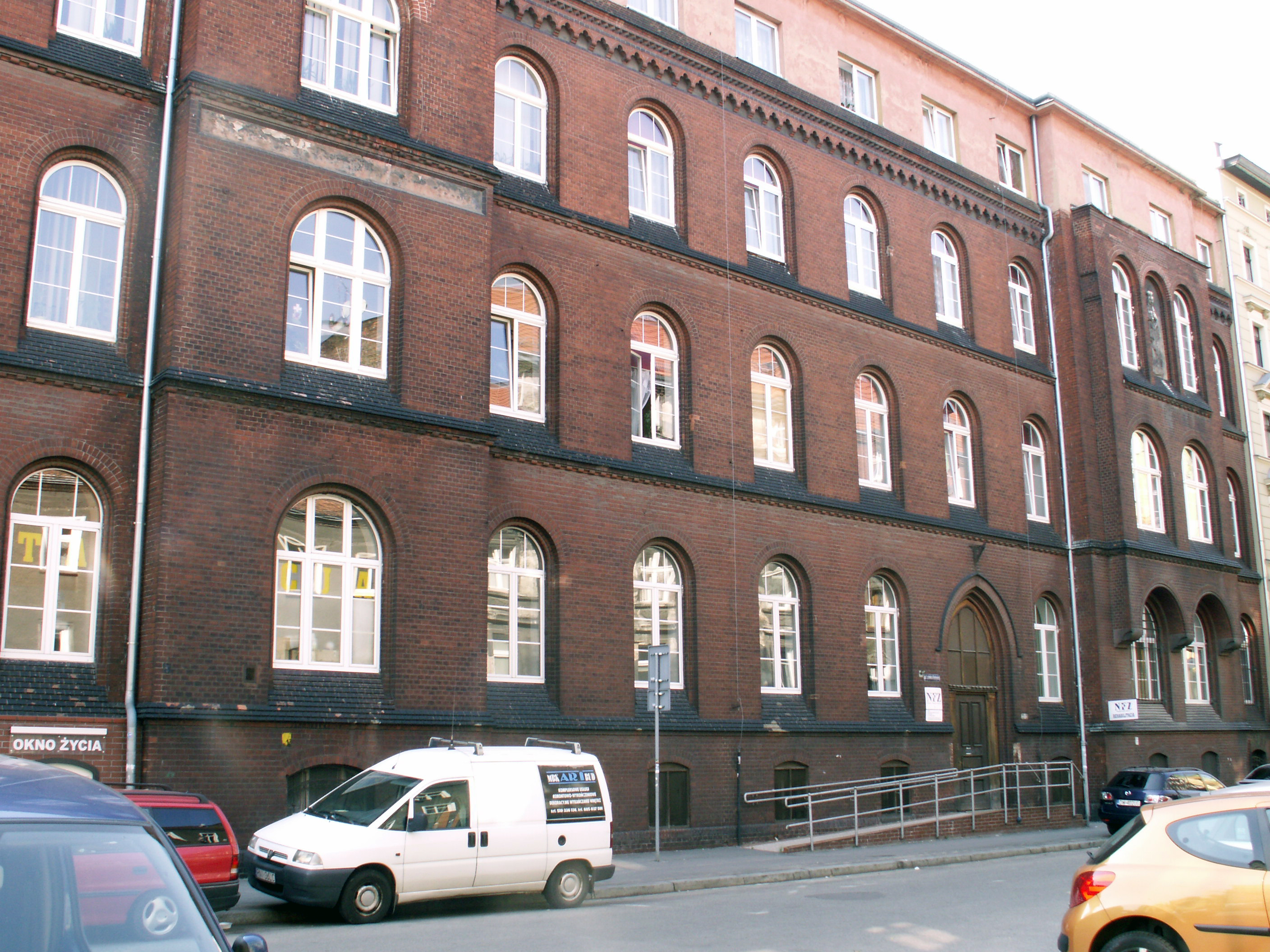
Szpital przy ulicy Rydygiera, jeden z trzech obiektów tego typu zamkniętych na czas epidemii

### Początki
Nadzór nad całością akcji, zwaną VV lub O sprawował delegowany do Wrocławia wiceminister zdrowia i jednocześnie główny inspektor sanitarny Jan Kostrzewski. Najważniejsze problemy rozstrzygano podczas posiedzeń powołanej Rady Epidemiologicznej, złożonej z wrocławskich lekarzy, pracowników Ministerstwa Zdrowia; był wśród nich również lekarz z Gdańska, miasta, w którym zmagano się z czarną ospą rok wcześniej.
Pierwsze izolatorium urządzono 18 lipca w budynku Technikum Mechanizacji Rolnictwa w Praczach Odrzańskich na północno-zachodnim krańcu miasta na ok. 360 miejsc, ponadto uruchomiono szpital obserwacyjny w internacie Technikum Budowy Silników na Psim Polu. Zamknięto również trzy szpitale: zakaźny przy ul. Piwnej, miejski przy ul. Rydygiera oraz resortowy przy ul. Ołbińskiej.
17 lipca w Szczodrem na północny wschód od miasta urządzono szpital epidemiczny i ośrodek kwarantanny, którego dyrektorem została dr Alicja Surowiec. Od razu umieszczono w nim pięć osób. Zorganizowano także izolatoria, a na cztery szpitale nałożono kwarantannę; w sumie izolowano 1462 osoby podejrzane o kontakt z wirusem. Szpital w Szczodrem podzielono na trzy oddziały, z których każdy był odrębnym miejscem izolacji: chorzy z objawami ospy przebywali na oddziale pierwszym, a leczenie trwało 36 dni. Na oddziale dziecięcym przebywało 9 dziewczynek i 6 chłopców w wieku od 5 miesięcy do 12 lat. Obowiązywał ścisły zakaz poruszania się po szpitalu. Ponieważ obawiano się, że szpital w Szczodrem okaże się zbyt mały, przygotowano drugi obiekt w Prząśniku, w powiecie legnickim, w budynku Wojewódzkiego Szpitala Dermatologicznego.
Równolegle z tymi działaniami tego samego dnia władze zdecydowały się ogłosić alarm i zdecydować o obowiązku zaszczepienia wszystkich mieszkańców Wrocławia. Mieszkańcy na razie nie byli informowani o epidemii; pierwszym, nie do końca czytelnym sygnałem była informacja opublikowana 18 lipca w „Gazecie Robotniczej”, mówiąca o pięciu osobach, u których wykryto objawy ospy prawdziwej. Tydzień po ogłoszeniu alarmu w „Gazecie Robotniczej” ogłoszono listę osób poszukiwanych w związku z kontaktem z chorymi.
19 lipca Rada Narodowa Wrocławia pod przewodnictwem prof. Bolesława Iwaszkiewicza powołała komitet koordynacyjny, który wsparł Radę Przeciwepidemiczną. Powołano również inne zespoły: Kontaktów Ospowych, Diagnostyki i Konsultacji, Kwarantanny, Izolatoriów, Spraw Gospodarczych i Finansowych, Transportu i Łączności, Opieki nad Rodzinami Osób Izolowanych, Szczepień, Zespół Szpitala Szczodre oraz Zespół Dezynfekcji. Z Gdańska ściągnięto dodatkowych lekarzy specjalistów, którzy mieli doświadczenie w leczeniu ospy prawdziwej: dr. Andrzeja Gajdę i prof. Wiktora Bincera, kierownika Kliniki i Katedry Chorób Zakaźnych. Sztab akcji epidemiologicznej znajdował się w budynku rady narodowej na ul. Zapolskiej. W pierwszym dniu formalnie ogłoszonej epidemii priorytetowo potraktowano izolowanie chorych oraz osób, z którymi miały one kontakt. Ponadto zdecydowano o uruchomieniu akcji masowych szczepień, początkowo wyłączając z niej noworodki, kobiety do 5. miesiąca ciąży, a także osoby przewlekle chore; decyzję tę zmieniono 1 sierpnia i szczepiono wszystkich, nawet gdy występowały przeciwwskazania. Podczas całej epidemii zaszczepiono 98% mieszkańców Wrocławia. Tego samego dnia rozpoczęto cykliczne szkolenia dla lekarzy z zakresu walki z ospą; w ich wyniku przeszkolono 50 lekarzy polskich i dwóch węgierskich.

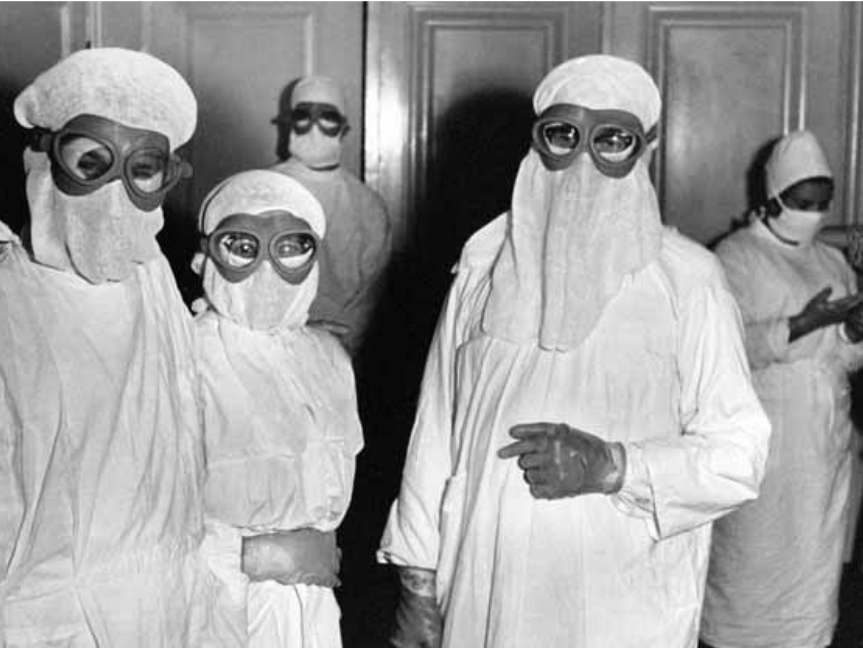
Ubiór ochronny służby zdrowia w okresie epidemii

### Dalszy przebieg
Po początkowych chaotycznych działaniach przyjęto procedurę postępowania. Każdy nowo zgłoszony przypadek ospy sprawdzał lekarz konsultant. Lekarze wizytujący pacjenta nosili specjalne ubranie ochronne, na które składały się białe spodnie z płótna, bluza, czapka, rękawice i gumowe buty. Przez mieszkańców nazywani byli „przebierańcami”, „kolędnikami”, „kaskaderami”, „pajacami”, „Judymami okresu epidemii”. Decyzja lekarza konsultanta była ostateczna. O ile chorzy i osoby, u których podejrzewano chorobę, trafiali do szpitala, w niejasnych przypadkach pacjent pozostawał w domu z zaleceniem następnej konsultacji. Osoby mające kontakt z chorymi po zaszczepieniu były izolowane. Osoby, które miały kontakty II rzędu, po zaszczepieniu były poddawane pięciodniowemu nadzorowi sanitarnemu. Według dr. Michała Sobkowego, który podczas epidemii pełnił dyżury lekarza inspekcyjnego wrocławskiego pogotowia ratunkowego, zabezpieczenie lekarzy kontaktujących się z podejrzanymi o chorobę było daleko niewystarczające: Co innego sanepid – oni rzeczywiście byli całkiem zamaskowani, gdy szli do pacjenta z ospą. Nawet oczy mieli osłonięte, rozmawiali z pacjentem przez płachtę, która była częścią osłony twarzy – mówił w rozmowie z „Newsweekiem”.
W ramach działań logistycznych związanych z operacją VV zarekwirowano samochody z wrocławskich przedsiębiorstw. Były one przeznaczone głównie do przewożenia osób poszkodowanych przez chorobę. Postanowiono również, że gdy zakłady pracy nie podporządkują się zarządzeniu, ich dyrektorzy zostaną ukarani w ciągu 24 godzin, a fakt ten zostanie ogłoszony w prasie. Mimo tak drastycznych zarządzeń choroba wydostała się z Wrocławia, a nawet Dolnego Śląska. 19 lipca w Opolu zachorowała osoba mająca wcześniej kontakt z pacjentem zero, B. Jedynakiem. Dopiero po pięciu dniach postawiono prawidłową diagnozę, wcześniej stwierdzając ospę wietrzną. W tym czasie chory zdążył już zarazić dwie osoby. Do 24 lipca stwierdzono dwa przypadki zachorowań: w Oławie i Legnicy. Ponadto przypadki zachorowań stwierdzono w Wieruszowie i Gdańsku

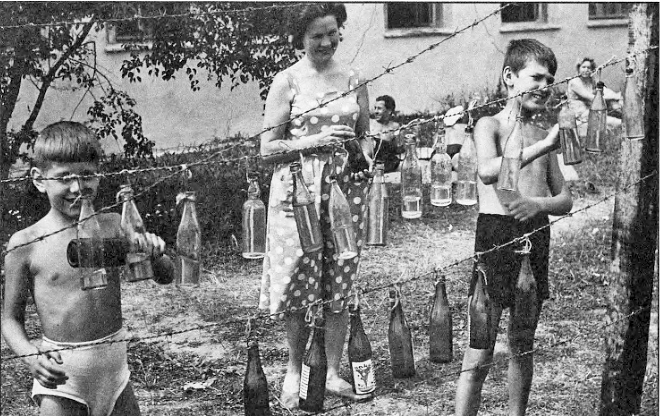
W izolatorium na Psim Polu

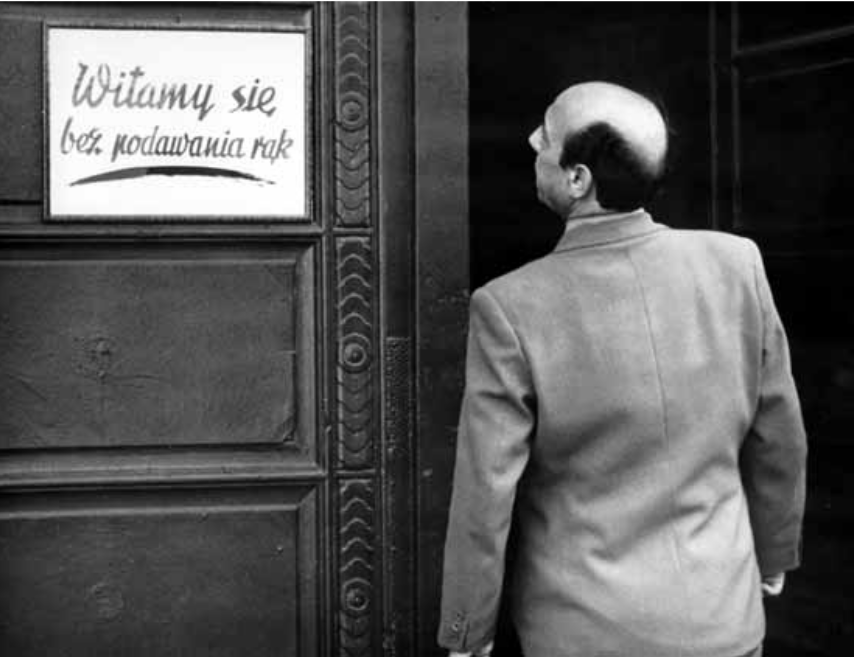
Przypomnienie o ostrożności przy kontaktach osobistych

Tymczasem w mieście starano się śledzić przebieg epidemii, co nieraz nastręczało sporych problemów (m.in. skupiono się na poszukiwaniu taksówkarza, który wiózł zakażoną pasażerkę; jego odszukanie było o tyle trudne, że wiadomo było jedynie, iż nosił koszulę w kratę i prowadził samochód bardzo wówczas popularnej marki Warszawa). Stan bliski paniki osiągnięto, gdy zachorował motorniczy tramwaju 0, linii łączącej największe dworce wrocławskie: Wrocław Główny, Nadodrze i Świebodzki.
22 lipca ze szpitala w Szczodrem, tego samego dnia, w którym został utworzony, zostało zabrane ciało pierwszej ofiary; cztery dni później w izolatorium zabrakło miejsc. Ostatnią śmiertelną ofiarą był doktor Stefan Zawada, który zmarł 5 sierpnia. Dopiero 16 sierpnia Polska Kronika Filmowa pokazała materiał o epidemii ospy prawdziwej we Wrocławiu. Trzy dni później zamknięto izolatorium w Praczach Odrzańskich.
29 lipca w Wieruszowie zmarła kobieta, która zaraziła się wirusem na początku lipca w szpitalu im. Rydygiera. Był to jedyny przypadek zgonu poza Wrocławiem podczas tej epidemii. 1 sierpnia w „Gazecie Robotniczej” ukazała się informacja przekazana przez Bolesława Iwaszkiewicza podczas konferencji prasowej, iż nastąpiło już przesilenie w epidemii i zarazki znajdują się w odwrocie. Jednakże tego samego dnia wprowadzono przymusowe szczepienia przeciwospowe. W tym okresie przygotowano również kolejne izolatorium, tym razem w domu studenckim „Labirynt” na placu Grunwaldzkim oraz (niewykorzystane) w Technikum Żeglugi Śródlądowej.
1 sierpnia odbyła się konferencja prasowa z udziałem przewodniczącego rady B. Iwaszkiewicza, na której powiedział on:

Osłabione zarazki będą działały między 1 a 15 sierpnia na bardzo małą liczbę osób niezaszczepionych lub na osoby o bardzo słabej – mimo szczepień – odporności. Dlatego po 15 sierpnia ilość zachorowań powinna radykalnie spaść. Choć mogą jeszcze później wystąpić pojedyncze przypadki, to jednak wszystko, co powiedzieliśmy, uprawnia do przypuszczeń, iż sytuacja jest już opanowana.

10 sierpnia nastąpił ostatni przypadek zachorowania na ospę mający miejsce poza izolatoriami i szpitalami. Dwa dni później w szpitalu w Szczodrem przebywało 50 osób. 14 sierpnia liczba konsultacji lekarskich dotyczących zachorowania na ospę prawdziwą zmniejszyła się do dziesięciu dziennie. Tendencja ta okazała się stała już do końca epidemii; około 31 sierpnia udzielano od czterech do sześciu konsultacji dziennie. Rada Epidemiologiczna zdecydowała, że po upływie 32 dni od ostatniego zachorowania zgłosi wniosek do ministra zdrowia o uznanie Wrocławia za wolny od ospy. Pod koniec sierpnia zaczęto likwidować izolatoria; pierwszym było izolatorium w Praczach Odrzańskich.
Dynamikę przebiegu zachorowań przedstawia następująca tabela:
| Etap epidemii        | Okres trwania         | Liczba zachorowań | Liczba zgonów |
| -------------------- | --------------------- | ----------------- | ------------- |
| Rzut początkowy      | 19 maja – 14 czerwca  | 1                 | 0             |
| Rzut II              | 15 czerwca – 8 lipca  | 4                 | 1             |
| Rzut III             | 9 – 20 lipca          | 21                | 1             |
| Rzut IV (szczytowy)  | 21 – 28 lipca         | 44                | 3             |
| Rzut V (spadkowy)    | 29 lipca – 6 sierpnia | 20                | 1             |
| Rzut VI (szczątkowy) | po 7 sierpnia         | 4                 | 0             |

## Życie miasta w okresie epidemii

### Ograniczenia

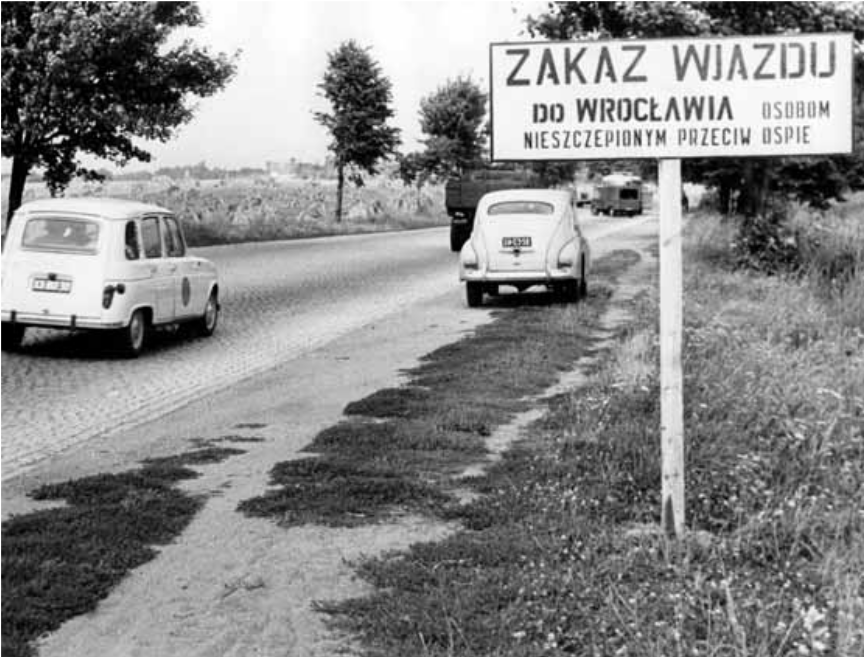
Ograniczenie wjazdu do Wrocławia podczas epidemii

W okolicy święta państwowego 22 lipca fakt epidemii był w zasadzie oczywisty dla mieszkańców miasta. Mimo to nie odwołano uroczystych obchodów święta i tradycyjnie obchodzonego w tym dniu Wrocławskiego Święta Kwiatów. Jednak miasto dalekie było od normalności. Klamki drzwi w budynkach użyteczności publicznej były owinięte bandażami nasączonymi chloraminą, podobnie jak okienka w kasach biletowych na dworcach kolejowych i lotnisku, a dodatkowo trzeba było również odkażać ręce w miskach wypełnionych chloraminą. W mieście pojawiły się plakaty z hasłem „Witamy się i żegnamy bez podawania rąk”. Wrocław stał się miastem otoczonym kordonem sanitarnym: na szosach wyjazdowych patrole milicji obywatelskiej legitymowały podróżujących i sprawdzały świadectwa szczepienia, na dworcach kolejowych odmawiano sprzedaży biletów osobom, które nie mogły wylegitymować się świadectwem szczepienia. Osoba, u której stwierdzono brak szczepień, mogła się spodziewać kary pieniężnej do 4,5 tys. złotych (co było kwotą czterokrotnie większą niż przeciętna miesięczna pensja w tamtym czasie) lub trzymiesięcznego aresztu. Za odmowę leczenia i spowodowanie możliwości zakażenia innych groziła kara do 15 lat pozbawienia wolności. Kary wymierzono: ukarano 40 osób, spośród których 10 osób wezwano przed kolegium do spraw wykroczeń, a 6 osób skazano. Władze zmagały się również z próbami ucieczki z miasta osób kierowanych do izolatoriów; z tego powodu przyjeżdżano po nich nocą.
Ponadto zamknięto granice państwa na odcinku województwa wrocławskiego z Niemiecką Republiką Demokratyczną i Czechosłowacką Republiką Socjalistyczną dla ruchu turystycznego i małego ruchu granicznego. Granicę można było przekraczać wyłącznie na podstawie paszportu, ponadto zorganizowano przygraniczne punkty szczepień. Ograniczenia w życiu codziennym dotknęły wielu dziedzin, m.in. handlu. 3 sierpnia zawieszono sprzedaż chleba w systemie samoobsługowym, bojąc się, że choroba może rozprzestrzenić się przez wielokrotne dotykanie pieczywa przez klientów. Ponadto, mimo upalnego lata, nazywanego latem stulecia, zamknięto wszystkie baseny. Nieczynne były również wrocławskie izby wytrzeźwień.
Poza wspomnianymi już ograniczeniami w życiu publicznym mieszkańcy Wrocławia musieli zmagać się z dodatkowymi utrudnieniami. Wrocławianie nie byli chętnie widzianymi gośćmi w kurortach nadmorskich. Zdarzały się przypadki, że odmawiano im rezerwacji w miejscowościach wypoczynkowych. Bywały wypadki, że wrocławian zawracano z podróży zagranicznych – taki los spotkał lekarza, który po pracy w izolatorium chciał pojechać na wczasy do Bułgarii. Na polecenie polskich władz został zatrzymany na granicy, a w prasie rozpętano nagonkę.

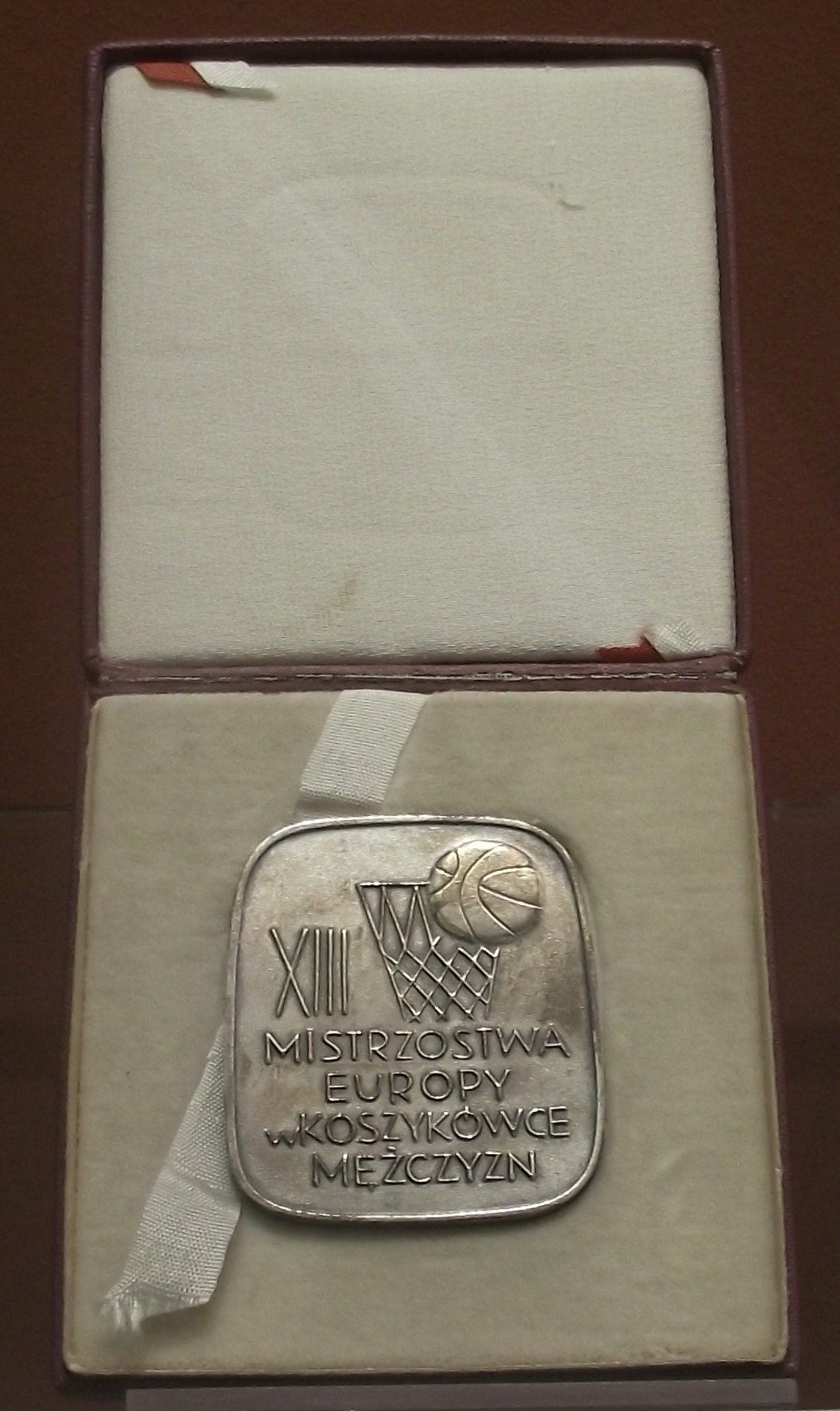
Srebrny medal, który reprezentacja Polski w koszykówce mężczyzn wywalczyła podczas Mistrzostw Europy w Koszykówce 1963, które rozegrano we Wrocławiu niespełna miesiąc po zakończeniu epidemii

Ze względu na epidemię rozważano odwołanie Mistrzostw Europy w Koszykówce 1963, których gospodarzem miał być Wrocław – miejski komitet zajmujący się epidemią rekomendował takie rozwiązanie, podczas gdy komitet organizacyjny mistrzostw opowiadał się za przeprowadzeniem imprezy zgodnie z planem. O sytuacji informowano Fédération Internationale de Basketball (wiadomości tych nie przekazywano jednak koszykarzom, którzy nie wiedzieli o epidemii), jednak ówczesny sekretarz generalny tej organizacji, Brytyjczyk Renato William Jones, był zdania, iż mistrzostwa powinny zostać rozegrane w Polsce. Miastem, które mogło zastąpić Wrocław w roli gospodarza, była Łódź, w której 5 lat wcześniej odbyły się kobiece mistrzostwa kontynentu. Ostatecznie około miesiąca przed rozpoczęciem zawodów zadecydowano, iż odbędą się one zgodnie z pierwotnym planem – 4 października o godzinie 16 ich otwarcia dokonał Adam Rapacki.
W czasie epidemii znacząco zmieniło się nastawienie wrocławian do życia. Jak pisze lokalny dziennikarz i historyk Bogdan Daleszak,

Ospa zwalczała epidemię biurokracji... Nie czekano na pisemka, powiadomienia, pokwitowania, zarządzenia. W tym czasie urzędy nie „urzędowały”, lecz pracowały, działacze nie „działali”, lecz harowali, sprawy mało znaczące były rzeczywiście mało znaczące i załatwiane od ręki, a bardzo trudne nie znaczyły niewykonalne...

### Informacja
Pierwsza informacja o ospie we Wrocławiu pojawiła się dwa dni po ogłoszeniu stanu alarmowego, na ostatniej stronie lokalnej gazety „Słowo Polskie”. Brzmiała ona następująco:

W ciągu ostatnich kilkunastu dni zarejestrowano i objęto leczeniem szpitalnym we Wrocławiu pięć przypadków, w których dotychczasowy przebieg nie wyklucza ospy prawdziwej.

 W tym momencie na ospę chorowało już około 20 osób. O sytuacji w mieście wrocławianie, a także ludność w Polsce, byli informowani w prasie, gdzie publikowano, między innymi, zarządzenia sztabu epidemicznego. Jednym z niewielu dostępnych środków komunikacji izolowanych mieszkańców z ich rodzinami, oprócz telefonów, w tamtych czasach niezbyt łatwo dostępnych (łączność zamiejscową można było uzyskać tylko przez centrale obsługiwane ręcznie przez telefonistki; w Szczodrem dostęp do telefonów zarezerwowany był dla sztabu kryzysowego), było radio – radiostacja lokalna Polskiego Radia nadawała krótkie komunikaty skierowane do odbywających kwarantannę, nadawane zawsze o 17.45. Poczta wprowadziła specjalny numer telefonu 019, pod którym retransmitowano komunikaty radiowe. Pierwszy poważny komunikat, w którym nie ukrywano powagi i grozy sytuacji, nadano 25 lipca, po 10 dniach od jego napisania. Artykuły w lokalnej prasie były cenzurowane szczególnie skrupulatnie i przechodziły konsultację merytoryczną, pierwsze reporterskie zapisy pokazujące prawdziwą sytuację pojawiły się, dopiero gdy do miasta przyjechali dziennikarze z Krakowa i Warszawy, nad którymi lokalna cenzura nie mogła zapanować.
W związku z brakiem dostatecznej informacji w Polsce krążyły plotki, że we Wrocławiu ludzie umierają na ulicach, a na chodnikach leżą trupy. Kiedy do izolatorium na Praczach dostarczono komorę dezynfekcyjną, powstały przypuszczenia, że jest to piec krematoryjny, w którym będą palone zwłoki zmarłych. Plotki krążyły zresztą na wiele tematów związanych z epidemią: i tak choroba miałaby być przywleczona do Wrocławia przez cyrk, w którym zachorowała tancerka na linie, mająca romans z oficerem, lub też przez Murzyna, który obsypany był strupami, a lekarze rozpoznali u niego świerzb.

### Izolacja
Specyficzne życie toczyło się w izolatoriach, w których umieszczono 989 osób (na 2500 przygotowanych miejsc). Na ich terenie panowały rygorystyczne przepisy. Obowiązywał zakaz tworzenia większych grup, a dotyczyło to zarówno personelu, jak i izolowanych. Obowiązywał szczegółowy regulamin, określający rozkład dnia, prace porządkowe, sprzątanie sal, pranie i tym podobne czynności. Przykładowo odzież przed oddaniem do pralni musiała być wymoczona w roztworze chloraminy. Pacjenci i osadzeni, którzy nazywali siebie żartobliwie „internowanymi”, zachowywali się w większości godnie i spokojnie. Do najczęstszych problemów należało nadużywanie alkoholu przez izolowanych, mimo ścisłej kontroli paczek i prób utrzymania dyscypliny. Dla osób szczególnie uciążliwych przygotowano karne izolatorium w izbie wytrzeźwień przy ul. Sokolniczej, którego szefem był dr Leopold Arendt. Pacjenci źle znosili izolowanie. Były skargi na jakość posiłków oraz żądania dostarczenia papierosów, alkoholu, a także szafy grającej. W izolatorium na Psim Polu pijane prostytutki biegały nago po korytarzach.
Jednym z elementów walki z chorobą była kwarantanna. Zajmował się nią pięcioosobowy zespół, na czele którego stała Wanda Kocielska. Po każdym stwierdzonym przypadku ustalano metodą wywiadu grupę kontaktów I i II rzędu. Osoby mające kontakt I rzędu z chorym były natychmiast izolowane; osoby, u których stwierdzono kontakt II rzędu trafiały na pięciodniową obserwację. Budynki, w których odbywano kwarantannę, były strzeżone przez milicjantów.
W rozmowach prywatnych unikano terminu „ospa”, nazywając ją „czarną panią”.

### Dezynfekcja

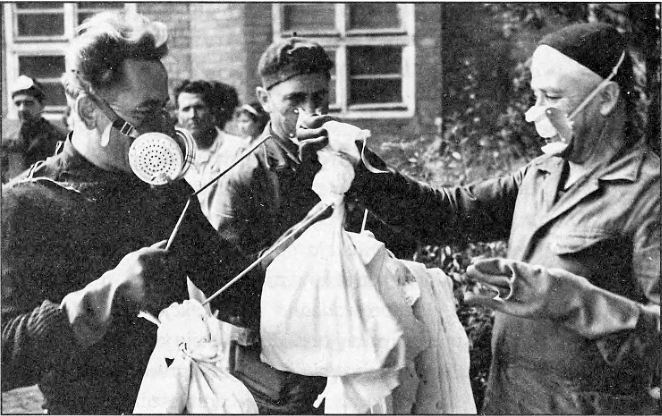
Odkażanie odzieży w izolatorium w Praczach Odrzańskich

Jednym ze sposobów na zahamowanie szerzenia się zarazków i walki z zakażeniami wtórnymi była dezynfekcja. Grupę dezynfekcji, dezynsekcji i deratyzacji powołano pod koniec lipca 1963. Powołano stałe punkty: w izolatoriach na Psim Polu i Praczach oraz w szpitalu w Szczodrem. Wykonywano trzy rodzaje dezynfekcji: profilaktyczną, dezynfekcję ognisk ospy oraz dezynfekcję końcową. W ramach dezynfekcji profilaktycznej odkażano sprzęty, pomieszczenia, odzież, wydzieliny i wydaliny, powietrze, glebę i zwłoki, a także rzeczy codziennego użytku zmieniające często posiadacza, jak np. pieniądze. Wykorzystywano różne metody: komory dezynfekcyjne, lampy bakteriobójcze, a także chemikalia: chloraminę, wapno chlorowane. Osoby wchodzące do budynków musiały przejść przez słomianą matę nasączoną płynem dezynfekcyjnym, klamki drzwi były owinięte gazą nasączoną chloraminą. Obowiązywało dwukrotne odkażanie podłogi w ciągu dnia. Ponadto karetki odkażano po każdym przewiezieniu chorego. Dezynfekcję końcową wykonywano w szpitalach i izolatoriach po opuszczeniu ich przez chorych. Wykonywano również dezynfekcję mieszkań, z których zabrano osoby chore i przeznaczone do pobytu w izolatorium, co wiązało się z koniecznością oddania kluczy osobom wykonującym odkażanie. Wywoływało to opory z uwagi na troskę o dobro mienia, dlatego czynności te wykonywano z pomocą milicji. Przepisy te złagodzono po 30 lipca i dezynfekowano wyłącznie mieszkania chorych.

## Szczepienia i leczenie

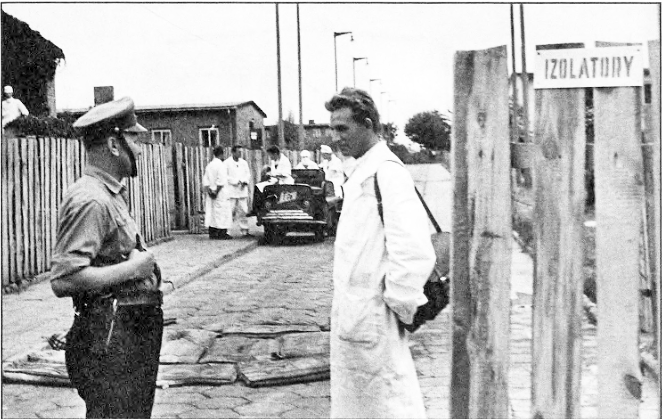
Wjazd do izolatorium

Zorganizowano sieć punktów szczepień przeciw ospie, którymi objęto wszystkich mieszkańców miasta (ok. 500 tysięcy) oraz znaczną liczbę mieszkańców kraju spoza Wrocławia; ogółem szczepieniom poddano w Polsce 8,2 mln osób (według Rocznika statystycznego 7881 tys.), z czego na Dolnym Śląsku dwa miliony. Szczepieniem objęto wszystkich, w późniejszym okresie również tych z przeciwwskazaniami, a za uchylanie się od szczepienia przewidziano od 5 sierpnia karę 3 miesięcy aresztu bądź 4500 zł. Do szczepienia przeciwospowego używano sztucznego szczepu wirusa hodowanego na krowach. Szczepienie wykonywano przez naniesienie krowianki na ramię, a następnie wykonanie ok. 30 nakłuć igłą lub skaryfikatorem. Po szczepieniu należało sprawdzić, czy szczepionka się przyjęła (po 4–5 dniach); jeśli po trzech próbach nie było reakcji, wydawano zaświadczenie. Szczepienia wprowadzono od momentu rozpoznania epidemii, a 20 lipca ministerstwo zdrowia zdecydowało o objęciu szczepieniami całego kraju. Wskutek szczepień również osób z przeciwwskazanymi do szczepienia szczepionkami żywymi zanotowano 9 zgonów, u około tysiąca szczepionych zarejestrowano niepożądane odczyny.
Liczba szczepień w okresie akcji epidemiologicznej:
| Obszar                     | Liczba zaszczepionych |
| -------------------------- | --------------------- |
| Wrocław i woj. wrocławskie | 2598 tys.             |
| woj. opolskie              | 978 tys.              |
| woj. katowickie            | 724,2 tys.            |
| Łódź i woj. łódzkie        | 499,7 tys.            |
| Warszawa                   | 465,7 tys.            |
| Ogółem                     | 7881 tys.             |

Podczas całego okresu epidemii leczono z powodu ospy 99 pacjentów (w tym 25 pracowników służby zdrowia) w wieku od 8 miesięcy do 83 lat (86 hospitalizowano w Szczodrem), z czego 7 osób zmarło (w tym 4 to personel medyczny). Trzej chorzy pochodzili spoza Wrocławia (z Opola, Wieruszowa i Gdańska). Leczenie chorych trwało ok. 40 dni, z czego 36 dni na oddziale zamkniętym, do momentu odpadnięcia strupów. Leczono m.in. przez podanie surowicy z krwi osób zaszczepionych. Następnie przenoszono ich na oddział drugi; tam poddawani byli kąpieli w roztworze nadmanganianu potasu. Gdy objawy do tego momentu ustąpiły, chory mógł być wypisany do domu, gdzie przebywał jeszcze na 14-dniowym zwolnieniu lekarskim. W walce z wirusem uczestniczyło ponad 350 pracowników służby zdrowia.

## Zakończenie epidemii
Pod koniec sierpnia rozpoczęto akcję likwidacji izolatoriów. Drugiego września ustalono plan likwidacji szpitali ospowych, ustalając, że chorzy ze Szczodrego mają być zwolnieni do 14 września, a z Prząśnika – do 17 września. Gdyby jednak wystąpiły dalsze zachorowania, przejąłby je szpital w Szczodrem. 19 września, po zakończeniu kwarantanny ostatnich osób narażonych na kontakt z wirusem, uznano, że epidemia wygasła i wszystkie blokady zniesiono. Dokument podpisali: dr Jerzy Rodziewicz i dr Andrzej Ochlewski. Wrocławska epidemia czarnej ospy była ostatnią odnotowaną w Polsce. 8 maja 1980 roku Światowe Zgromadzenie Zdrowia w Genewie oznajmiło zlikwidowanie wszystkich ognisk Variola vera na świecie.
W telewizyjnym plebiscycie na człowieka roku 1963 zwyciężyła dr Alicja Surowiec.

## Wrocławska epidemia w kulturze
Na kanwie wydarzeń we Wrocławiu z 1963 oparto fabułę kilku książek, m.in. Żołnierze grzechu Andrzeja Ziemiańskiego czy Szczury Wrocławia Roberta Jerzego Szmidta, a także filmu fabularnego w reżyserii Romana Załuskiego pod tytułem Zaraza z 1971, zrealizowanego na podstawie reporterskiej książki o epidemii Jerzego Ambroziewicza, wydanej w 1965. Epidemii ospy poświęcono także jeden odcinek serialu dokumentalnego Czarny serial.